# Мішель Лотіто
Мішель Лотіто (фр. Michel Lotito; 16 червня 1950, Гренобль, Франція – 17 квітня 2006, там же) — французький естрадний артист, знаний споживанням неперетравлюваних предметів. За цю здібність отримав прізвисько «Месьє З'їм Все». Його травна система була неймовірно стійкою, що дозволяло йому їсти до 900 грамів неперетравлюваних предметів на день. Почав дотримуватись такого харчування з 9 років.

## Розваги
Почав їсти незвичайний матеріал у 9 років, тоді він з'їв склянку. 1966 року вперше виступив публічно, приблизно у 16 років. Він страждав на розлад харчової поведінки, знаний як спотворення смаку, і є психологічним розладом, що характеризується бажанням вживати в їжу незвичних і малоїстівних речовин і предметів. Лікарі встановили, що Лотіто мав потовщену слизову оболонку шлунку та кишки, яка дозволяла йому споживати метал без травм. Його травні соки були надзвичайно потужними, тобто він міг перетравлювати незвичайні матеріали. М'яка їжа, як-от банани, викликала у нього печію, особливо разом з металом.
Під час виступів Лотіто ковтав метал, скло, гуму й інші матеріали. Він розбирав, різав і їв такі предмети, як велосипед, візки для покупок, телевізори, комп'ютер, ліжка та Cessna 150. Йому знадобилося приблизно два роки, з 1978 до 1980, щоб з'їсти Cessna 150.
Лотіто стверджував, що не страждає від шкідливих наслідків вживання речовин, які зазвичай вважаються отруйними. Під час виступу він споживав приблизно 1 кг матеріалу щодня, попередньо додаючи мінеральну оливу та запиваючи значною кількістю води під час їди. Підраховано, що між 1959 і 1997 роками Лотіто «з'їв майже дев'ять тонн металу».
Спочатку він ділив предмети на дрібні частини. Потім пив мінеральну оливу для захисту горла і запивав водою шматочки. У Лотіто не було жодних проблем з травленням через незвичайну дієту.
2022 року Медісон Дапчевич зі Snopes, вебсайту перевірки фактів, розслідувала історію Лотіто з поїдання цілого літака. Вона дійшла висновку, що, попри існування багатьох розповідей про споживання Лотіто незвичайних предметів і що він робив це на сцені як професійний артист, вона не змогла підтвердити, що Лотіто з'їв цілий літак або хоча б частину.

## Нагороди
Рекордсмен «найдивнішої дієти» в «Книзі рекордів Гіннеса». Видавці нагородили його латунною табличкою на згадку про його здібності, яку він з'їв.

## Смерть
Помер природною смертю у 55 років 17 квітня 2006 року в Греноблі.

## У масовій культурі
- «Людина, яка з'їла 747» (2000) — дебютний роман Бена Шервуда. У ньому йдеться про те, як рекордсмен Книги рекордів знаходить фермера, який намагається залицятися до жінки, поступово з'їдаючи Боїнг 747[24][25]. Автор надихався Книгою рекордів Гіннеса, а також взяв інтерв'ю у Лотіто телефоном в рамках свого дослідження теми[26][27].
- «Як з'їсти літак» (2016) — книжка з малюнками, основана на Лотіто, написана Пітером Пірсоном та проілюстрована Мірчею Катузану[28].